# Mallotus concinnus
Mallotus concinnus är en törelväxtart som beskrevs av Airy Shaw. Mallotus concinnus ingår i släktet Mallotus och familjen törelväxter. Inga underarter finns listade i Catalogue of Life.